# Orchesella viridilutea
Orchesella viridilutea is een springstaartensoort uit de familie van de Entomobryidae. De wetenschappelijke naam van de soort is voor het eerst geldig gepubliceerd in 1937 door Stach.